# Liu Jinli
Liu Jinli, född den 6 mars 1989 i Qiqihar, Kina, är en kinesisk curlingspelare.
Hon tog OS-brons i damernas curlingturnering i samband med de olympiska curlingtävlingarna 2010 i Vancouver.